# Nomós Kaválas
Nomós Kaválas (engelska: Kavala) var en prefektur i Grekland.   Den låg i regionen Östra Makedonien och Thrakien, i den nordöstra delen av landet, 300 km norr om huvudstaden Aten. Antalet invånare var 63 774. Arean är 113 kvadratkilometer.
Prefekturen delades 2011 i regiondelarna Kavala och Thasos.